# ライアン・フィリップ
ライアン・フィリップ（Ryan Phillippe、1974年9月10日 - ）は、アメリカ合衆国の俳優。フィリップと表記されるが、正確な発音はフィラピー（fill-uh-pee）が最も近い。

## 来歴

### 生い立ち
本名はマシュー・ライアン・フィラピー（Matthew Ryan Phillippe）。デラウェア州ニューキャッスル出身。父親のリチャードはデュポン社に勤務する科学技術者、母親のスーザンは自宅で託児所を経営。フランス系の血を引く。
テコンドーで黒帯を持っている。

### キャリア
隣人の勧めでかねてから俳優の仕事に興味を持っていた17歳のときに、床屋で偶然居合わせたキャスティング・エイジェントにスカウトされたことをきっかけにニューヨークに渡る。下積みを経て1992年にソープ・オペラ『One Life to Live』のゲイの少年役でデビュー。
1995年に『クリムゾン・タイド』で映画デビュー。1996年公開の『白い嵐』で注目され、1997年公開の『ザ・タブー/暴かれた衝撃』（日本劇場未公開）とホラー映画『ラストサマー』に主演し、後者の作品で知られるようになる。1999年公開の主演映画『クルーエル・インテンションズ』のヒットにより、セクシーなキャラクターイメージを確固たるものとし、ティーンエイジャーを中心にアイドル的人気を集めた。
2005年に公開されたアカデミー作品賞受賞作品『クラッシュ』以降は、誠実で実直なキャラクターを演じることが多くなっている。
ブレッキン・メイヤー、セス・グリーンと共にプロダクション・カンパニーを持っている。
2010年4月17日にはバラエティ番組『サタデー・ナイト・ライブ』にホスト（司会者）として出演し、コントにも出演した。
2014年の映画『チェーン』で監督デビューし、自ら製作、共同脚本、主演を務めた。

### 私生活
1999年6月に女優のリース・ウィザースプーンと結婚。1999年9月9日に長女（エイヴァ・エリザベス）が、2003年10月23日に長男（ディーコン）が誕生。長女の名前はフィリップの祖母と女優エヴァ・ガードナーに、長男の名前はフィリップの遠い親戚にあたるプロ野球選手ディーコン・フィリープ (Deacon_Phillippe) に因んでいる。
2006年11月に離婚を申請し、2007年10月に正式に離婚した。
その後アビー・コーニッシュと交際していたが、既に2人の関係は終わっていることが2010年2月、コーニッシュの広報担当により明らかにされている。
2010年夏にはモデルで女優のアレクシス・ナップと交際していたが、同年9月に別れた後にナップの妊娠が発覚、ナップは2011年7月1日に娘 Kailani Merizalde Phillippe Knapp を出産した。出産に際してはフィリップが付き添っており、娘に付けられた名前からもフィリップが父親であると見られている。
一方、ナップと別れた直後の2010年10月にケイト・ハドソンのハロウィン・パーティで知り合ったアマンダ・サイフリッドと交際を始めるが、翌年2011年5月に破局している。

## 主な出演作品

### 映画
| 公開年 | 邦題 原題                                                                         | 役名                         | 備考                                                                                         |
| ------ | --------------------------------------------------------------------------------- | ---------------------------- | -------------------------------------------------------------------------------------------- |
| 1995   | ホーネット Deadly Invasion: The Killer Bee Nightmare                              | トム・レッドマン             | テレビ映画                                                                                   |
| 1995   | クリムゾン・タイド Crimson Tide                                                   | グラッタム二等兵             |                                                                                              |
| 1996   | 白い嵐 White Squall                                                               | ギル・マーティン             |                                                                                              |
| 1997   | ノーウェア Nowhere                                                                | シャド                       |                                                                                              |
| 1997   | ザ・タブー/暴かれた衝撃 Little Boy Blue                                           | ジミー・ウエスト             |                                                                                              |
| 1997   | ラストサマー I Know What You Did Last Summer                                      | バリー・ウィリアム・コックス |                                                                                              |
| 1998   | ワイルド・スモーカーズ Homegrown                                                  | ハーラン                     |                                                                                              |
| 1998   | 54 フィフティ★フォー 54                                                           | シェーン                     |                                                                                              |
| 1998   | マイ・ハート、マイ・ラブ Playing by Heart                                         | キーナン                     |                                                                                              |
| 1999   | クルーエル・インテンションズ Cruel Intentions                                     | セバスチャン                 |                                                                                              |
| 2000   | CIAの男 Company Man                                                               | ルドルフ・ペトロフ           |                                                                                              |
| 2000   | 誘拐犯 The Way of the Gun                                                         | パーカー氏                   |                                                                                              |
| 2001   | サベイランス -監視- Antitrust                                                     | マイロ・ホフマン             |                                                                                              |
| 2001   | ゴスフォード・パーク Gosford Park                                                 | ヘンリー・デントン           |                                                                                              |
| 2002   | 17歳の処方箋 Igby Goes Down                                                       | オリバー                     |                                                                                              |
| 2003   | Re:プレイ The I Inside                                                            | サイモン・ケーブル           |                                                                                              |
| 2004   | クラッシュ Crash                                                                  | ハンセン巡査                 |                                                                                              |
| 2005   | カオス Chaos                                                                      | シェーン・デッカー           |                                                                                              |
| 2006   | 5フィンガーズ Five Fingers                                                        | マーティン                   |                                                                                              |
| 2006   | 父親たちの星条旗 Flags of Our Fathers                                             | ジョン・ドク・ブラッドリー   |                                                                                              |
| 2007   | アメリカを売った男 Breach                                                         | エリック・オニール           |                                                                                              |
| 2008   | ストップ・ロス/戦火の逃亡者 Stop-Loss                                             | ブランドン・キング           |                                                                                              |
| 2008   | サブリミナル Franklyn                                                             | プリースト                   |                                                                                              |
| 2010   | ほぼ冒険野郎 マクグルーバー MacGruber                                             | ディクソン・パイパー         |                                                                                              |
| 2010   | バンバン・クラブ -真実の戦場- The Bang Bang Club                                  | グレッグ                     |                                                                                              |
| 2011   | リンカーン弁護士 The Lincoln Lawyer                                               | ルイス・ルーレ               |                                                                                              |
| 2011   | セットアップ SetUp                                                                | ヴィンセント・ロング         |                                                                                              |
| 2012   | リベンジ・フォー・ジョリー 愛犬のために撃て! Revenge for Jolly!                   | エバレット                   |                                                                                              |
| 2014   | ミッシング・デイ Reclaim                                                          | スティーヴン                 |                                                                                              |
| 2014   | チェーン Catch Hell                                                               | レーガン・ピアース           | 兼製作、監督、脚本 日本劇場未公開                                                            |
| 2017   | 7 WISH/セブン・ウィッシュ Wish Upon                                               | ジョナサン・シャノン         |                                                                                              |
| 2020   | デルタフォース The 2nd                                                            | ヴィック・デイヴィス         | 日本劇場未公開 WOWOWにて『アルティメット・コマンドー CIA VS デルタフォース』のタイトルで放映 |
| 2021   | ネイビーシールズ ローグ・ネイション One Shot                                      | ジャック・ヨーク             | 日本劇場未公開                                                                               |
| 2024   | 飛行機に乗っていたら墜落して、凶暴な人食いライオンのいる原野に放り出された件 Prey | アンドリュー                 |                                                                                              |

### テレビシリーズ
| 放映年      | 邦題 原題                                  | 役名                     | 備考                                                          |
| ----------- | ------------------------------------------ | ------------------------ | ------------------------------------------------------------- |
| 1994        | 騎馬警官 Due South                         | デル・ポーター           | シーズン1第10話にゲスト出演                                   |
| 1996        | シカゴホープ Chicago Hope                  | デヴィッド・ホルグレン   | シーズン2第16話にゲスト出演                                   |
| 1996        | 新アウターリミッツ The Outer Limits        | ラスティ・ドブソン       | シーズン2第8話にゲスト出演                                    |
| 2012        | ダメージ Damages                           | チャニング・マクラーレン | シーズン5（10エピソード）にメインキャストとしてレギュラー出演 |
| 2016 - 2018 | ザ・シューター Shooter                     | ボブ・リー・スワガー     | 主演兼製作                                                    |
| 2020        | ふたりは友達? ウィル&グレイス Will & Grace | 本人                     | シーズン11第9話にゲスト出演                                   |
| 2020 - 2021 | ビッグ・スカイ Big Sky                     | コーディ・ホイト         | シーズン1メインキャスト                                       |
| 2021 -      | MacGruber                                  | ディクソン・パイパー     | 2010年の映画『ほぼ冒険野郎 マクグルーバー』の続編             |